# Степаненко Михайло Борисович
Михайло Борисович Степаненко (6 червня 1942, Семей — 28 жовтня 2019, Київ) — український композитор і музично-громадський діяч, заслужений діяч мистецтв України, Народний артист України, Заслужений діяч мистецтв Російської Федерації, професор, голова Спілки композиторів України у 1992—2005 роках.

## Біографія
Народився в Семипалатинську (Казахстан) 6 червня 1942 року. Закінчив фортепіанний (1966) та композиторський (1971) факультети Київської консерваторії. З 1967 року й до останнього року життя викладав у Київській консерваторії, з 1973 року — член Спілки композиторів України. З 1991 по 1993 рік співголова (разом з Т. Хренніковим) Спілки композиторів СРСР. З 1992 року по 2005 роки очолював Національну Спілку композиторів України (Голова правління та Перший секретар спілки). У 1997 очолював журі фортепіанної номінації Міжнародного конкурсу імені Миколи Лисенка.
Автор симфонічних, камерно-інструментальних, хорових творів, романсів, пісень, музики до театральних вистав. Здійснив грамзаписи понад 30 творів українських композиторів для фортепіано. Займається дослідницькою роботою у галузі історії української музики, зокрема відновив і підготував до публікації сонати для скрипки і чембало М. Березовського. Як піаніст виступав в Росії, США, Канаді, Японії, Фінляндії, Вірменії. Записав кілька грамплатівок та компакт-дисків. Член журі Багатьох міжнародних конкурсів.

## Родина
Син балетмейстера Бориса Степаненка і актриси Київського театру імені Івана Франка Янголь Марії (Музи) Савеліївни (1909—1983).